# Sofio Guinto Balce
Sofio Guinto Balce (* 26. November 1941 in Vinzons; † 25. Juni 2004) war Bischof von Cabanatuan.

## Leben
Sofio Guinto Balce empfing am 12. Juni 1965 die Priesterweihe.
Johannes Paul II. ernannte ihn am 9. Mai 1980 zum Weihbischof in Caceres und Titularbischof von Lamphua. Der Apostolische Nuntius auf den Philippinen, Bruno Torpigliani, weihte ihn am 12. Juli desselben Jahres zum Bischof; Mitkonsekratoren waren Teopisto Valderrama Alberto, Erzbischof von Caceres, und Porfirio R. Iligan, Bischof von Masbate.
Der Papst ernannte ihn am 21. Mai 1988 zum Koadjutorbischof von Cabanatuan. Nach dem Tod Ciceron Santa Maria Tumbocons folgte er ihm am 11. November 1990 als Bischof von Cabanatuan nach.